# 国見りさ
国見 りさ（くにみ りさ、1975年11月30日 - ）は、日本のAV女優。エイトマン所属。
身長:162cm。スリーサイズ:B83(C)・W58・H88cm。

## 略歴・人物
大阪府出身。2010年にデビューした熟女系のAV女優。
所属事務所のプロフィールによると、テレビドラマへの出演や歌手としての活動歴がある。

## 出演作品

### アダルトDVD
2010年
- ザ・面接 VOL.114 看護師 ニート 京おんな 今どき女の本心チョイ見え（4月21日（レンタル）/2011年4月22日（セル）、アテナ映像）他出演:北野ひとみ、浅香ゆき、平井結、相川志穂、国沢百合香、椿めぐみ、宮内ゆり、北野樹里
- 初撮り人妻ドキュメント（5月27日、センタービレッジ）
- 続 友達の母親（7月8日、センタービレッジ）
- マスターベーション大好き女の為に! マスネタエロ本（7月10日、FAプロ）他出演:夏海エリカ、秀吉小夜子
- 力づくの快感! 生意気女の屈服顔（7月25日、ながえスタイル）他出演:柳田やよい、かなと沙奈
- 近親相姦 弟の嫁（8月30日、ドリームステージエンタテインメント）共演:中村奈津美
- 義理の父に犯された母（9月19日、エマニエル）
- 親戚のおばさん（12月30日、センタービレッジ）

2011年
- 近親相姦 母と息子の肉欲交尾（1月20日、センタービレッジ）
- 国見りさ大全集（6月16日、センタービレッジ）※総集編
- 初脱ぎ熟女 09（8月13日（レンタル）9月9日（セル）、クリスタル映像）※「片瀬翔子」名義　他出演:上條まどか、樋口亜美、相田ユリア ほか
- ばついち 8 訳ありの女（8月27日（レンタル）/9月23日（セル）、クリスタル映像）※「片瀬翔子」名義　他出演:白河雪乃、和希美波、有我つばさ、佐藤真由美
- 親戚の家で近親相姦 〜叔母の家にやって来た母と僕〜（10月7日、マドンナ）※「片瀬翔子」名義
- 男とやりたがる女たちの話し 現代色欲ポルノ 人妻の変態公園/誰かにやられたい昼下がり…/男に飢えてる女の部屋/ムショから戻った元女房/女教師の我慢できない夜（10月25日、FAプロ）他出演:風間ゆみ、秀吉小夜子、今井ゆり、北村りょう
- 熟女の営むエステサロン 3（11月22日（レンタル）/12月2日（セル）、クリスタル映像）※「片瀬翔子」名義　他出演:内田美奈子、西野あけみ、川辺いづみ

2014年
- 親友の母親 息子の友達に犯され、濡れてしまったんです…（1月1日、エマニエル）
- 国見んちの地味なおばちゃんがエロ下着でこっそり僕を誘惑してきた（1月9日、センタービレッジ）
- bijin-majo 06（1月13日、美人魔女）
- お下品な淫語中毒ミセス（1月19日、ドグマ）
- もっとエッチになって欲しいから経験人数の少ない妻をダマして風俗嬢に、さらに「できれば本番までお願いします」 VOL.1（1月23日、コスモ映像）※「ユカリ」名義　他出演:ユウ、リエ
- 絶対に僕から視線を外さない母さんの愛欲セックス（2月20日、センタービレッジ）
- 近親入浴相姦 スケベに濡れる母さんを独り占め!（4月1日、エマニエル）
- 断りきれない美人ママ（9月5日、カマタ映像）
- 美人歯科医 恥辱の長ちくび（9月7日、アタッカーズ）
- 母親たちの息子交換 国見りさ（10月31日、小林興業）